# Samuel Pizzetti
Samuel Pizzetti (ur. 16 października 1986 w Codogno) – włoski pływak, olimpijczyk z Pekinu i z Londynu.
W 2008 zdobył srebrny medal podczas Mistrzostw Europy w Pływaniu w Eindhoven. Zaś w 2010 zdobył dwa brązowe medale na Mistrzostwach Europy w Pływaniu odbywających się w Budapeszcie. Wicemistrz Europy w sztafecie 4 x 200 m stylem dowolnym.